# Зернов, Степан Иванович
Степан Иванович Зернов (23 декабря 1817 [4 января 1818], Владимирская губерния — 17 [29] октября 1886, Москва) — священнослужитель Русской православной церкви, протоиерей.

## Биография
Родился 23 декабря 1817 (4 января 1818) года в селе Архангельском («погост Унжа — тоже») в Меленковском уезде Владимирской губернии, где его отец в то время служил диаконом. После рождения сына, его отец был перемещён за какую-то провинность на пономарскую должность и переезжал из села в село.
В 1828 году его отдали в Муромское духовное училище. Среднее образование он получил в Вифанской семинарии (вып. 1840), высшее — в Московской духовной академии — 2-м магистром (вып. 1844). Оставленный при академии, он был назначен бакалавром по классу библейской истории и в высшем отделении — греческого языка.
В 1846 году он покинул академию и по возведении в сан священника был назначен настоятелем в Храм Святителя Николая на Студенце, где оставался около двадцати лет.
В 1857 году он был определён законоучителем Александро-Мариинского училища и Николаевского сиротского института. В 1864 году Зернов был избран в действительные члены конференции при Московской духовной академии, а в следующем году возведён в сан протоиерея и перемещён в храм Николы Явленного, что на Арбате; кроме этого, он был благочинным Пречистенского сорока. В этом же году возникло братство Св. Николая, которое давало возможность детям и сиротам небогатого духовенства получать образование; С. И. Зернов с самого начала был назначен его распорядителем. В 1876 году он был назначен членом духовной консистории.
Также он в течение долгого времени состоял членом Московского цензурного комитета; более пятнадцати лет был цензором «Православное обозрение».
Заслуги и труды Зернова были отмечены орденами Св. Владимира 4-й и 3-й степеней; Московская духовная академия избрала его в свои почётные члены.
Помимо службы по духовному ведомству, он был гласным думы и попечителем городского Арбатского училища.
Скончался во время литургии 17 (29) октября 1886 года. Был похоронен в Покровском монастыре.

## Семья
Был женат на дочери штаб-лекаря Прасковье Дмитриевны Лебедевой. Их дети:
- Николай (1848—?), секретарь Московской судебной палаты
- Сергей (1853—?), коллежский секретарь
- Михаил (1857—1938), врач, физиотерапевт, бальнеолог, общественный деятель
- Дмитрий (1860—1922), профессор механики